# ميغيل مونتانيو
ميغيل مونتانيو (بالإسبانية: Miguel Montaño) هو لاعب كرة قدم كولومبي في مركز الهجوم، ولد في 25 يونيو 1991 في بالميرا، فالي ديل كاوكا ‏ في كولومبيا. شارك مع منتخب كولومبيا تحت 20 سنة لكرة القدم. أما مع النوادي، فقد لعب مع إمباكت مونتريال وديبورتيفو كالي وسياتل ساوندرز وكيلمس ومونتريال إمباكت ونادي بيركيركارا.

## وصلات خارجية
- ميغيل مونتانيو على موقع الدوري الأمريكي (الإنجليزية)
- ميغيل مونتانيو على موقع قاعدة بيانات كرة القدم.إي يو (الإنجليزية)
- ميغيل مونتانيو على موقع Soccerway.com (الإنجليزية)